# Oliver Stadel
Oliver Stadel (* 1969 in Schwäbisch Hall) ist ein deutscher Schauspieler.

## Leben
Oliver Stadel studierte von 1991 bis 1995 Jura in Tübingen und Köln, wo er sein Studium 1995 mit dem ersten Staatsexamen abschloss. Während des Studiums in Köln spielte er schon Offtheater und erhielt eine Nebenrolle als Soldat in dem Kinospielfilm Der Prinz und der Prügelknabe. 1996 ging er nach Berlin und absolvierte am Europäischen Theaterinstitut seine Schauspielausbildung.
Direkt nach der Schauspielausbildung folgten Theaterengagements in Hannover und Aachen. Nach mehreren Kurzfilmproduktionen u. a. an der Deutschen Film und Fernsehakademie Berlin bekam er im Jahr 2000 seine ersten TV-Rollen.
2013 spielte Oliver Stadel eine der Hauptrollen in der Independent-Komödie HARTs 5 – Geld ist nicht alles. Die Zusammenarbeit mit Harts 5 Autor und Regisseur Julian Tyrasa führte 2015 zu einer gemeinsamen Theaterproduktion an der Comédie Soleil in Werder.
Neben seiner Tätigkeit als Schauspieler ist Stadel auch als Autor, Produzent und Regisseur tätig. In den letzten Jahren widmete er sich intensiv – zusammen mit seinem Co-Autor Dirk Ryssel – der Entwicklung von tragisch-komischen Langfilm-Drehbuchstoffen.
Oliver Stadel lebt mit seiner Familie in Berlin.

## Filmografie (Auswahl)

### Schauspieler
- 1994: Der Prinz und der Prügelknabe
- 2000: Zwischen den Stunden
- 2000: Großstadtträume
- 2001: Rosa Roth – Die Abrechnung
- 2008: Lohe Feschorde
- 2002: Gute Zeiten, Schlechte Zeiten
- 2002: Die Rettungshunde: Hochzeitsreise in den Tod
- 2002: Auch Erben will gelernt sein
- 2002: In der Höhle der Löwin
- 2002: Du & Ich – Männer sind anders – Frauen erst recht
- 2003: Weltverbesserungsmaßnahmen
- 2004: Unter uns
- 2009: Anna und die Liebe
- 2013: HARTs 5 – Geld ist nicht alles
- 2015: In Gefahr – Ein verhängnisvoller Moment
- 2015: Alles was zählt

### Regie
- Kämpfergeist (Trailer/Webserie) 2013
- Maskenball (Kurzfilm Sat1 Talent Class) 2005

### Autor, Produzent und Regisseur
- Alles super. (Kurzfilm) 2001
- Schenk ich dir (Kurzfilm) 2004
- Xinowasej (Musikvideo) 2005
- Außer Kontrolle (Kurzfilm) 2007
- LooserTV – Sketch Comedy (Webserie) 2009–2010